# 日本標準時

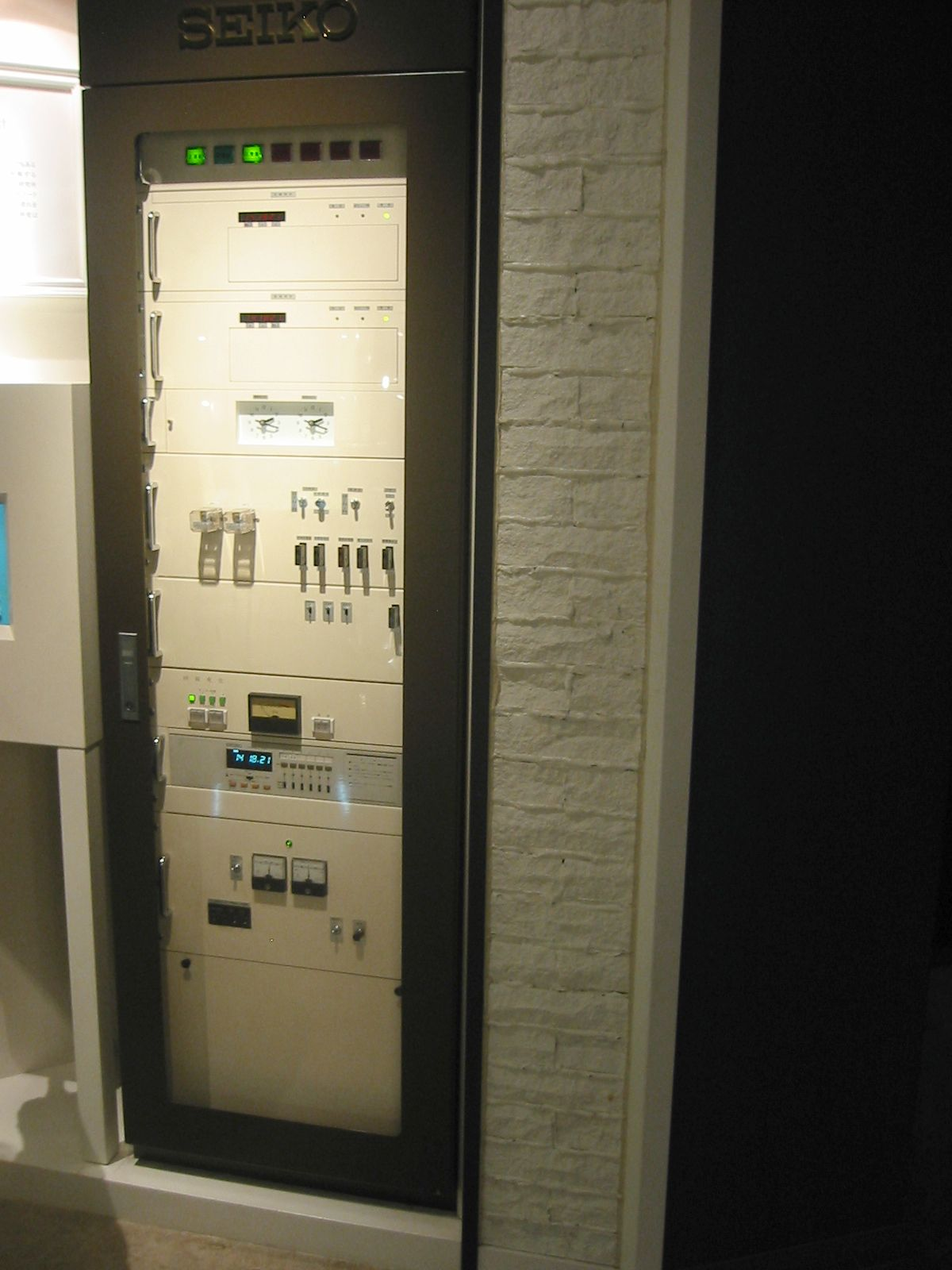
日本標準時子午線上にある明石天文科学館内にある、塔時計を制御する親時計（兵庫県明石市）

日本標準時（にほんひょうじゅんじ、英: Japan Standard Time、略語：JST）は、総務省所管の国立研究開発法人情報通信研究機構（NICT）の原子時計で生成・供給される協定世界時（UTC）を9時間（東経135度分の時差）進めた時刻（すなわちUTC+9）をもって、日本において標準時（STDT）としたものである。同機構が決定するUTCは「UTC（NICT）」と称され、、国際度量衡局が決定する協定世界時（UTC）との差が±10ナノ秒以内であることを目標として調整・管理されている。単に日本時間と呼ばれることもある。NICTが通報する標準時は、日本全国で日本放送協会（NHK）などの放送局やNTT（117特番）の時報などに用いられている.
一方、中央標準時（ちゅうおうひょうじゅんじ、英: Japan Central Standard Time、略語：JCST）は、文部科学省所管の大学共同利用機関法人自然科学研究機構（NINS）国立天文台が決定し、現実の信号として示す時刻で、水沢キャンパスの天文保時室でセシウム原子時計が運転されている。天文保時室は2022年4月から天文情報センターに加わり、2023年2月現在は水沢キャンパスで運用しているが、徐々に三鷹キャンパスに移設しようとしている。
なお、国立天文台が法令に基づいて暦書として編製する「暦象年表」や、科学データブックとして編纂する「理科年表」では中央標準時について中央標準時=協定世界時+9h としている。
日本標準時（JST）と協定世界時（UTC）との差を示す場合などには、「12:31:40 (UTC+0900)」（日本標準時で12時31分40秒の場合）などと表記される。

## 標準時と中央標準時
日本における「標準時」に関する法令は十分に整理されておらず、法令上「標準時」と「中央標準時」という名称は現れるが、「日本標準時」という名称は現れない。
日本国の法令では、標準時の定義について「東経135度の子午線の時」をもって日本における一般の標準時と定め、その標準時を中央標準時と称すること以外に具体的な定めはないとのこと。
ただし、標準電波の発射および標準時の通報に関しては、総務省国際戦略局技術政策課がその事務をつかさどる（この所掌事務は、旧電気通信省から旧電波監理委員会、旧郵政省を経て総務省に引き継がれている）。さらに、郵政大臣（総務大臣の前身）が法令に基づいて発した郵政省告示により、標準電波で通報される標準時は協定世界時を9時間進めた時刻とされる（この定めは、1971年（昭和46年）の郵政省告示（1972年（昭和47年）1月1日施行）からである）。なお、NICTは法令と告示に基づいて標準電波を発射し、および標準時を通報する業務を行うとされる。
また、中央標準時の決定および現示に関しては、国立天文台がその事務を目的の一部として設置されている（この設置目的は、1955年（昭和30年）に改正された旧東京大学東京天文台の目的から引き継がれている）。したがって中央標準時は、法令に基づいて国立天文台が中央標準時として決定・現示する時刻と言えるかもしれない。
NICTが通報する標準時と、国立天文台が決定・現示する中央標準時との関係については、どちらの機関も国際原子時の作成に寄与する原子時計を運転し、それらの時計で決定する協定世界時（UTC）+9時間をそれぞれ標準時、中央標準時としているが、いかに不確かさが小さい（正確度と精度に優れた）時計であっても、同一の時計ではないので完全に時刻が一致することはない。これについて、NICTを所管する総務省と国立天文台を所管する文部科学省は、共同告示により、NICTが通報する標準時については国立天文台の決定する中央標準時により、その偏差を算出し、これをNICTにおいて公表するとしている。
なお、過去の関係やその経緯については、#標準時の通報の歴史 を参照。

## 夏時間（サマータイム）
1952年の夏時刻法廃止後、法令での夏時間（サマータイム）の採用はない。夏時刻法が適用されていた1948年 - 1951年のみ、5月（1949年のみ4月）第1土曜日から9月第2土曜日まで、サマータイムが実施されていた。なお、2004年 - 2006年（同年で終了）の7月 - 8月に北海道札幌市で試行されたいわゆる「北海道サマータイム」は、標準時を変えずに始業・終業時刻を1時間早める試みで、通常の意味での夏時間ではない。

## JSTと定義が同じ標準時
以下の標準時は、日本標準時（JST）と同じく協定世界時（UTC）を9時間進めた時刻である（厳密には、基準とする原子時計が異なるため、わずかな不確かさ（誤差）はある）。
- ヤクーツク標準時 - ロシアのサハ共和国西部、アムール州で使われる。
- インドネシア東部標準時（WIT）- インドネシア東部（イリアンジャヤ、モルッカ諸島など）
- 韓国標準時（KST）- 大韓民国全土。
- パラオ標準時（PWT）- パラオ全土。
- 東ティモール標準時（TLT）- 東ティモール全土。
- 平壌標準時（PYT）- 朝鮮民主主義人民共和国全土。2015年8月15日から2018年5月5日までは30分の時差が設けられた[36]。

### JSTと定義が同じで、すでに廃止された標準時
- オーストラリア西部夏時間（AWDT）- 2006年から2009年まで試験施行されていたが、本施行はされなかった[37]。
- イルクーツク標準時（IRKT）- ロシアのイルクーツク周辺で使われた（2014年より-1時間）。
- モンゴル夏時間（MNST）- 2007年に廃止されたが、2015年に復活した[38]。その後、2017年に再び廃止された。

## 歴史

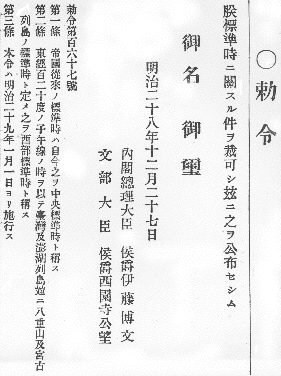
標準時ニ関スル件

日本の標準時に関して初めて制定された法令は、本初子午線経度計算方及標準時ノ件（明治19年勅令第51号、1886年（明治19年）7月13日公布）である。この勅令では、グリニッジ天文台子午儀の中心を通る子午線（グリニッジ子午線）を本初子午線（経度0度）とし、東西それぞれ180度で、東を正、西を負として表すことを定めたうえ、東経135度（GMT+9:00）の時刻を日本の標準時（「本邦一般ノ標準時」）と規定した。この日本の標準時に関する部分は1888年（明治21年）1月1日から適用された。
その後、標準時ニ関スル件（明治28年勅令第167号、1895年（明治28年）12月28日公布、1896年（明治29年）1月1日施行）が制定され、第1条において東経135度の標準時の呼称を「中央標準時」と、第2条において東経120度（GMT+8:00）の時刻を「西部標準時」とそれぞれ規定した。後者は八重山列島・宮古列島と日本統治下の台湾・澎湖諸島に適用された。中央標準時と西部標準時との時差は1時間であった。
御　名　　御　璽
 　　　　　明治二十八年十二月二十七日
 　　　　　　　　　　內閣總理大臣侯爵󠄂伊 藤󠄁 博󠄁 文󠄁
 　　　　　　　　　　文󠄁  部大臣侯爵󠄂西園寺公󠄁望󠄁
勅令第百六十七號
第一條　 帝󠄁國從來ノ標準時ハ自今之ヲ中央標準時ト稱󠄁ス
第二條　 東經百二十度ノ子午線ノ時ヲ以テ臺灣及󠄁澎湖列島竝ニ八重山及󠄁宮古列島ノ標準時ト定メ之ヲ西部標準時ト稱󠄁ス
第三條　 本令ハ明治二十九年一月一日ヨリ施行ス
この「二つの日本時間」は41年あまり続いたが、明治二十八年勅令第百六十七号標準時ニ関スル件中改正ノ件（昭和12年勅令第529号、1937年（昭和12年）9月25日公布、同年10月1日施行）という改正勅令により、前の明治28年勅令第167号の第2条（西部標準時に関する条）の条文が削除され、再び日本の標準時はひとつとなった。なお、この改正では第1条（中央標準時に関する条）については改正されなかったため、「中央標準時」との呼称は維持された。西部標準時が年半ば（9月）で廃止された理由は、台湾・澎湖諸島ならびに八重山・宮古列島において、政治、経済、交通その他諸般の点に鑑み中央標準時に依る必要があることによるとされる。1954年（昭和29年）ごろ、中央標準時の中央を除くことや明治以来の時関連の法令改正案が検討されていたようだが、日の目を見ることはなかった。
この2つの勅令は現在も政令として有効であり（文部科学省所管）、「中央標準時」が日本の標準時の法令上の正式名称とされる。現行法上、上記勅令以外にも、電波法施行規則、無線局運用規則や国立大学法人法施行規則において用いられている。
ちなみに、この改正が行われた当時は本土の標準時とは別に、1920年ヴェルサイユ条約・パリ協定で日本の委任統治領となった、南洋諸島の標準時が1919年2月1日より施行されており、南洋群島東部標準時が日本の中央標準時+2時間（東経165度線）、南洋群島中部標準時で日本の中央標準時+1時間（東経150度線）、南洋群島西部標準時は日本の中央標準時と同じであった。1937年に南洋群島東部標準時（中央標準時+1時間）・南洋群島西部標準時（中央標準時と同じ）の2つに再編している。1945年の敗戦による統治権の放棄により廃止した。なお、当時日本の施政下にあった千島列島は東端（占守島）が東経156度であるが、全域で中央標準時が用いられていた。

### South Ryukyu Islands時間
FreeBSDなど一部のUnix系オペレーティングシステム (OS) では、1999年初頭までインストール時にタイムゾーンとして「Japan」を選択すると、選択肢として「Most Locations」と「South Ryukyu Islands」の2つの選択肢が現れ、「South Ryukyu Islands」を選ぶとタイムゾーンとして西部標準時（UTC+8）が設定される問題が存在した。
これはこれらのOSがタイムゾーン設定の元データとして利用しているtzdataに誤って西部標準時に関するデータが含まれていたためである。これの元は「The International Atlas (3rd edition)」（Thomas G. Shanks、1991年）という文献において、「西部標準時が現在も石垣市を含む地域で使用されている」旨の誤った記載が行われていることが原因であった。
このことが雑誌「UNIX USER」（ソフトバンク）で取り上げられた結果、1999年にはtzdataから西部標準時が削除され、その後のバージョンでは「South Ryukyu Islands」という選択肢はなくなった。2006年4月1日にリリースされた、エイプリルフール版のFreeBSD 2.2.9-RELEASEでは、このバグがわざと残されている。

### 標準時の通報の歴史
標準時の通報や、有線／無線報時に関する歴史は次の年表の経過をたどる。

#### 標準時の報時のはじまり
- 1886年（明治19年）
  - 明治19年勅令第51号[19]の制定により標準時が確立した直後から、内務省地理局観象台の観測をもとに、標準時を逓信省東京電信局に通報し、そこから全国に標準時が通知されていた[51]。
- 1888年（明治21年）
  - 1月1日
    - 明治19年勅令第51号の標準時が施行された[52]。この日の0時0分の時刻は内務省地理局観象台が全国の電信局に通報しており、以後もしばらくの間、正午報時信号が地理局観象台から各電信局に通報されていた[53][54]。

  - 5月
    - 内務省、海軍省、文部省は稟議のうえ、内務省と海軍省が行っていた天象観測と、内務省の時刻管理や暦書の編纂事業等は文部省へ、設備・土地や職員とともに移管することにした[54]。

  - 6月4日
    - 東京大学観象台、海軍省観象台、内務省地理局観測課天象部の三者が合併し、明治21年文部省告示第2号で、海軍省観象台の地に、東京天文台が置かれ、帝国大学（現・東京大学）に属した[55][56][57]。しかし、当時はまだ8インチ赤道儀は内務省地理局内（東京府赤坂区葵町）にあったため、麻布区飯倉の東京天文台から台員が出張して観測していた[58]。

  - 9月26日
    - 東京天文台では、この日から、陸軍省の依頼により正午を通知する正午号砲用の時刻比較を始め、逓信省の依頼で電信局への正午時刻の通報を行うことになる[59][54]。

  - 10月23日
    - 東京天文台での恒星の観測はこの日以降から行われた[54]（恒星の観測は、観測地点の経度測量や平均太陽時の測定に必要とされる）。

  - 12月5日
    - 明治21年勅令第81号で、天象観測および暦書調製が文部大臣の管理となり、時刻の管理は正式に内務省地理局（国土地理院の前身）から東京天文台に移管される[57][60][53]。
- 1895年（明治28年）12月28日
  - 標準時ニ関スル件（明治28年勅令第167号）が公布（翌年1月1日に施行）され、従来の標準時（東経135度の子午線の時）を中央標準時と称することになる[61]。

#### 無線報時のはじまり
- 1911年（明治44年）12月
  - 無線電信法による標準時の艦船への通報を実験的に実施。東京天文台が陸上連絡電線により銚子無線電信局（識別信号：JJC、周波数：500kc）に中央標準時を伝え、電波を発射する方法により、毎日午後9時が通報されるようになった[62][51]。
- 1912年（大正元年）9月
  - JJCの無線報時が正式業務として開始される[62]。
- 1919年（大正8年）
  - 国際報時局（BIH、現 国際地球回転・基準系事業）が設立される[63]。
- 1921年（大正10年）11月24日
  - 東京天文台官制（大正10年・勅令第450号）が制定され、東京天文台は天文学に関する事項を攻究し天象観測、暦書編製、時の測定、報時及時計の検定に関する事務を掌ることが定められた[64]。
- 1922年（大正11年）
  - 第1回の国際的な経度測量を行うことが決まり、臨時的に毎日午後11時に学用報時が船橋局から放送された。これが、学用形式のJJC報時の始まりとなる[62]。
- 1924年（大正13年）4月
  - 測地学委員会（現 文部科学省 科学技術・学術審議会 測地学分科会）が、東京天文台構内に三鷹国際報時所を設けて国際無線報時の受信と時刻の国際共同研究事業に参加する[65]。国際報時は長波によって行われた[66]。当時は、±0.01秒までの精度が得られれば上等だった[67]。
- 1925年（大正14年）
  - 6月
    - 正式に学用形式によるJJC報時が放送されるようになった[62]。定刻報時は学用式と大衆向けの日本式の2形式である[68]。

  - 当年内
    - 国際天文学連合（IAU）と国際測地学・地球物理学連合（IUGG）の主催で、国際報時局（BIH、現IERS）が中央局となって第1回万国経度観測が実施された。無線報時の利用によって、当時予想していなかった高精度（±0.001秒台）が可能なことが示される。このとき確立された国際的な観測網に基づき、国際協力事業として各地の時刻が総合されている（確定世界時）[69]。
- 1933年（昭和8年）
  - ±0.001秒の確度を目標に準備が整えられて、第2回万国経度観測が実施される。そのとき日本の成績は世界でもトップクラスであった。このとき使用された諸機械は、第一次世界大戦の賠償としてドイツから輸入したバンベルヒ子午儀、リーフラー振り子時計[70]、テレフンケン長波受信機などの一流品であった[71]。
- 1948年（昭和23年）
  - 7月10日
    - 三鷹国際報時所が東京天文台に併合される[72]。時の測定に関する業務の一体化を図るため、測地学委員会が行なっていた経度観測の研究業務を東京天文台に移管し、且つ、その業務に従事する職員を東京天文台に所属させることになる[73]。

  - 当年内
    - 1948年（昭和23年）ころ、東京天文台の時計室にはリーフラー製の天文用振り子時計[70]が南向きと東向きに据え付けてあった。小さな地震でも狂うので、クロノグラフを描かせてクロノメーターと比較し、歩度の変化があれば調整が実施された。この時計室の真上に報時室があり、2台のルロア型の発信時計から報時信号が出された。なお、当時の報時は、午前11時と午後9時、および午後4時半の3回、JJCの発信符号による無線報時のほか、正午に有線の報時を行っていた。報時は、最も新しい観測値からリーフラー時計の誤差をもとめ、その値を報時の時刻まで外挿し、発信時計に合わせて行われた。また、梅雨時などに観測が連続してできない場合は、外国報時を参考にした。当時は、戦争による物資の不足や装置の劣化の影響により、無線報時の精度が劣化しており、国際報時局（BIH、現IERS）の報告に JJC の修正値が0.1秒を超えなければ良い方であった[74]。

#### 標準電波による標準時の通報
- 1948年（昭和23年）
  - 4月
    - 礼文島における日食観測の為、標準電波に分秒信号を試験的にのせ非常に良い結果を得る[75]。

  - 8月1日
    - 昭和23年文部省／逓信省告示第1号により、標準（周波数及び秒報時）電波の発射が開始され、逓信省電波局が発射する標準電波で三鷹の東京天文台からの制御により、短点方式（約0.1 s長）による秒報時（確度0.03秒）が行われた。なお、発射した標準電波の秒信号の修正は東京天文台において計算の上、別途官報に発表するとされた[76][75]。報時はJJCによる定刻報時の日本式と学用式に加えて、JJYでの分秒報時の3形式となる[77][78]。

  - 12月15日
    - 電気通信省設置法　第5条で電気通信省が有する権限として「周波数標準値を定め、標準電波を発射し、及び標準時を放送すること。」が定められ、第35条で電気通信省電波庁技術部がその事務をつかさどるとされた[23]。
- 1949年（昭和24年）
  - 5月31日
    - 国立学校設置法が制定され、天文学に関する事項の攻究並びに天象観測、暦書編製、時の測定、報時及び時計の検定に関する事務が東京天文台の目的とされた[79]。

  - 6月1日
    - 文部省所轄機関組織規程（昭和24年文部省令第30号）が施行され、緯度観測所観測課の分掌事務として子午儀による時の観測及び研究を行うことが規定された[80]。当時は写真天頂筒 (PZT) のような新たな観測機器や優れた水晶時計が開発されてきたことから、極運動の観測及び研究として従来の緯度変化に加えて経度変化（すなわち時刻変化）の比較研究を始めることになった[81]。

  - 12月16日
    - 周波数の一次標準器、報時用電鍵装置（東京天文台より移設）、標準電波発射施設が一体となった電波庁電波部標準電波課標準局（小金井市緑町）の施設が完成する[75]。
- 1950年（昭和25年）
  - 4月
    - 東京天文台に今までの子午儀に代わって、時刻と一緒に緯度も測れる写真天頂筒 (PZT) が完成する[82]。子午儀による観測精度では、1組10個の星を使って0.01秒程度であり、標準時計の保時精度に劣っているため、写真天頂筒 (PZT) を使った精度の高い観測が研究されるといわれる[83]。

  - 6月1日
    - 電波法と電波監理委員会設置法が施行され、電気通信省電波庁は電波監理委員会電波監理総局に改組される。電波監理委員会は周波数標準値を定め、標準電波を発射し、及び標準時を通報する権限を有し、電波監理委員会電波監理総局電波部がその事務をつかさどるとされる[24]。これ以後、標準電波で通報される標準時については、電波法や無線局運用規則に基づいて告示されることになる[26][27]。

#### 振り子時計から水晶時計へ
- 1951年（昭和26年）
  - 1月1日
    - 昭和26年文部省・電波監理委員会告示第1号 改定により、標準電波の秒報時形式を搬送波切断方式（1 kHzで変調中に、秒信号は0.02 s、分信号は0.2 sの切断）に変更された。また、報時信号は東京天文台から伝送される信号に代え、小金井の水晶時計からの信号に変更された[84][75]。

  - 6月7日
    - 計量法（施行日：1952年（昭和27年）3月1日）が制定され、時間の計量単位としての秒は、平均太陽日の1/86400とし、東京天文台が秒として決定する時間で現示するとされた[85][86]。したがって、時刻の刻みとしての秒と時間の計量単位としての秒は同じ天象観測による時の計測で決定された[87]。
    - これにより、標準時の通報に使用する時計は、東京天文台が測定及び報時する時刻と、秒として決定及び現示する時間に基づいて較正されることになる。
- 1952年（昭和27年）
  - 8月1日
    - 郵政省設置法の改正（7月31日）により、電波監理委員会が郵政省へ統合されて、郵政省電波研究所 (RRL) が発足した。郵政省は周波数標準値を定め、標準電波を発射し、及び標準時を通報する権限を有し、電波研究所はそれを行うための機関とされた[25]。担当部署の所属は第二部標準課となる[75]。

  - 当年内
    - 東京天文台の標準時計がリーフラー振り子時計[70]に代わって水晶時計が新設される。リーフラー時計は、歩度の精度が1日 0.001 秒という驚異的な精度であったが、振り子時計は地震などの影響を受けるので、更に精度の高い水晶時計に移るといわれている[83]。なお、水晶時計の安定度は短期的には地球の自転よりも優れているが、振動数の温度変化やジャンプがあるので、時計比較の基底をなすのは長期安定性に優れた地球の自転であることには変わりはない[88]。
- 1953年（昭和28年）
  - 東京天文台で水晶時計が本格的に稼働を始める。従来のテープクロノグラフに代わる各種高精度時計比較装置が研究され、実用化される[88]。
- 1954年（昭和29年）1月
  - 東京天文台で写真天頂筒 (PZT) による時刻と緯度の観測が始まる[89]。
- 1955年（昭和30年）
  - 時の制度の改訂や報時業務が郵政省に移管されたことから、昭和30年法律第44号により国立学校設置法が改正され、従来の東京天文台の目的のうち「時の測定、報時及び時計の検定に関する事務」が「中央標準時の決定及び現示並びに時計の検定に関する事務」に改められた[54][31]。

#### 時刻、時間、周波数（時間の逆数）の乖離
- 1955年（昭和30年）
  - 第9回国際天文学連合 (IAU) 総会の決議で、今までのUTが、観測値そのままの UT0、これに極運動による経度変化の補正 (Δλ) を加えた UT1、更に季節変化の補正 (ΔS) を加えた UT2 の、3種に区別されることになる[90][82]。
- 1956年（昭和31年）
  - 1月1日
    - 東京天文台が第9回IAU総会で採択された、UT0、UT1、UT2の区別を開始する[82]。UT2が代表的な世界時として正式に用いられるようになる[90]。これにより、中央標準時の基礎はUT0からUT2へ内容的に移行する（すなわち、中央標準時=UT2+9時間となる）が、この際に法令の発布はとくになく東京天文台がその責任において認定している[91]。
    - 郵政省告示により、周波数の一次標準器の較正を、東京天文台の決定するUT0からUT2へ変更した[75]。

  - 12月26日
    - 昭和31年文部省／郵政省告示第1号（標準電波の周波数および通報する標準時の修正値の公表）により、標準電波の周波数及び通報する標準時の修正値は、東京大学東京天文台の決定する中央標準時に基き、周波数に関するものについては郵政省電波研究所において、標準時に関するものについては東京大学東京天文台において、それぞれ決定し、及び公表するとされた[92]。

  - 当年内
    - 国際度量衡委員会で、時間の計量単位としての秒に暦表秒が採択される。地球の自転周期は変動するので世界時で定義される従来の秒の精度は10−8の桁でしか保証されないが、暦表秒は12桁の数字で定義された[93]。
- 1957年（昭和32年）
  - JJC報時で学用形式の報時をやめて英国式に切り替える[62]。
  - 第3回の国際経度観測（1957年-1958年）の器械は、前回までの子午儀と振り子時計に代わり、写真天頂筒 (PZT) と水晶時計が主力となる[89]。
- 1958年（昭和33年）
  - 計量法の改正により、時間の計量単位としての秒に暦表秒が採用され、1958年（昭和33年）10月1日に施行された[94][95]。しかし、日常生活で使われる時刻の拠り所は依然としてUT2であったので、日常生活で使われる時刻の刻みとしての秒（平均太陽時の秒、時計の秒）と時間の計量単位としての秒（暦表秒、ストップウォッチの秒）との複合体系が始まる[96]。なお、日常生活で使用される時刻系とは別に、天体力学理論や天体暦などでは暦表秒に基づく暦表時が利用されており[97]、時間の計量単位としての秒（暦表秒）は東京天文台が現示するとされた[98]。
- 1960年（昭和35年）3月31日
  - JJC報時が廃止され、日本学術会議の無線報時研究連絡委員会も解散する[99]。これにより、無線報時は標準電波によるJJY報時に一本化される。

#### 原子的標準に基づく周波数と時間
- 1960年（昭和35年）
  - 第13回国際電波科学連合 (URSI) 総会および第11回国際天文学連合 (IAU) 総会（1961年）で、セシウム原子標準の振動数 9192631770 Hz が公認され、これに基づく新たな標準電波報時の国際同期方式（旧協定世界時）を具体化した[100]。
- 1961年（昭和36年）9月1日
  - 郵政省告示により、標準電波について、いままでUT2を基にしていた周波数値を、アンモニアメーザ（3-2線ダブルビーム）標準器（原子周波数標準器）を一次標準として決定するに変更し、確度は周波数で5×10−9、時刻で0.05秒以内となる。ただし、UT2になるべく近く保つための周波数オフセットや0.1秒のステップ調整を行うことになる（旧UTC方式。ただし、まだUTCは採用されていない）。この時のオフセット値は−150×10−10。また、報時信号の国際同期（1 ms以内）にも参加[75]。
- 1962年（昭和37年）4月25日
  - 昭和37年文部省／郵政省告示第1号により、「郵政省設置法の規定に基づいて発射する標準電波の周波数については、郵政省電波研究所の原子周波数標準器により、通報する標準時については東京天文台の決定する中央標準時により、それぞれ偏差を算出し、これを郵政省電波研究所において公表する」となる[75][101][35]。
  - なお、この当時はまだ協定世界時 (UTC) が採用されていないので、東京天文台が決定する中央標準時は世界時 (UT2) +9時間である。
- 1964年（昭和39年）
  - 6月1日
    - 郵政省告示により、標準電波を国際無線通信諮問委員会（CCIR）勧告方式に全面改訂。標準電波により通報される標準時の確度は中央標準時に対し0.1 秒以内となる[75]。

  - 9月
    - 第12回国際天文学連合 (IAU) 総会で、世界時 (UT2) と±0.1秒以内で近似するように調整された旧協定世界時の採用を決議した[102]。
- 1967年（昭和42年）
  - 10月
    - パリで行われた第13回国際度量衡総会で、国際単位系における時間の計量単位としての秒について、セシウム原子時計に基づく定義が決定された（秒単位の長さは暦表秒をそのまま引き継いでいる[93]）。ただし、日本では現行の協定世界時が開始される1972年まで法改正が行われない。

  - 12月
    - 東京天文台に、ヒューレット・パッカード製の原子時計が納入される[82]。

  - 当年内
    - 国際報時局 (BIH) が管理する原子時 A3 と電波研究所 (ToR) のアンモニア・メーザー標準器の周波数偏差を算出。ただし、統計の重みなし[103]。
- 1968年（昭和43年）
  - 国際報時局 (BIH) が管理する原子時 A3 と電波研究所 (RRL) や東京天文台 (TAO) の原子標準の周波数偏差を算出。重み付きの統計に加わる[104]。
  - この年からアメリカ海軍天文台 (USNO) が年に1,2回セシウム時計を運んで電波研究所 (RRL) や東京天文台 (TAO) の協定世界時 (UTC) と比較[105] [106]。
- 1969年（昭和44年）
  - 電波研究所で、実用セシウム標準群が水晶標準器の代わりに主役として標準時の維持に貢献するようになる[75]。
  - 緯度観測所 (ILOM) で原子時計の運転を開始。電波研究所 (RRL) は LORAN-C により、東京天文台 (TAO) は超長波により国際報時局 (BIH) と協定世界時 (UTC) を比較[107][108][109]。

#### うるう秒の導入
- 1970年（昭和45年）
  - 第14回国際天文学連合 (IAU) 総会で、旧協定世界時の大幅な改善策が決議された[110]。
  - 原子時計を運んで電波研究所 (RRL) と緯度観測所 (ILOM) の時計比較を実施[111]。
  - この年から電波研究所 (RRL) に加えて緯度観測所 (ILOM) と東京天文台 (TAO) も LORAN-C により国際報時局 (BIH) の協定世界時 (UTC) との比較を開始[112]。
- 1971年（昭和46年）
  - 2月
    - LORAN-C により電波研究所 (RRL) と東京天文台 (TAO) の協定世界時 (UTC) の比較を開始[113]。

  - 11月1日
    - 郵政省告示により、JJYで通報する標準時を1 ms遅らせる時刻特別調整実施[75]。

  - 当年内
    - CCIRの中間会議で、細部の具体策を含めて現行の協定世界時が決定された[110]。
- 1972年（昭和47年）
  - 1月1日
    - 郵政省告示が施行され、標準電波の周波数オフセットの廃止、0.107620秒遅らせる時刻特別調整[注 2]と、時刻のUTC (RRL) （電波研究所 (RRL) で生成する協定世界時）への変更を行い、新UTC方式に移行、周波数確度は1×10−10となる。また、DUT1信号の重畳、UT1に近付けるための1秒ステップ調整（うるう秒調整）が取り入れられる[75][28]。
    - なお、標準電波に重畳されたDUT1信号の値（UT1-UTC の予測値）を利用することで、標準電波の JST から、0.1秒の精度で UT1+9h=JST+DUT1 が得られる[115]。

  - 5月9日
    - 計量法が改正され、時間の計量単位としての秒にセシウム原子時計による定義が採用された[116]。これにより協定世界時による時刻の刻みとしての秒（時計の秒）と時間の計量単位としての秒（ストップウォッチの秒）が一致するようになった。しかし、時間の計量単位としての秒を現示する機関を東京天文台とする定めがなくなり、どの機関が現示するのかが明らかでないため、時間や周波数の計量単位の国家標準が機能しない状態になる[95]。

  - 5月
    - 電波研究所、計量研究所（現 産業技術総合研究所）、東京天文台（翌年4月から）がTV同期パルス仲介の原子時計相互比較の定常運用にはいる[75] [117]。

  - 7月1日
    - 第一回目のうるう秒調整実施[75]。

  - 当年内
    - 電波研究所 (RRL) と東京天文台 (TAO) はNLK局（英語版[109]）やNWC局（英語版[109]）などの超長波標準電波受信による協定世界時 (UTC)の比較を開始[118] [119]。
- 1973年（昭和48年）
  - 電波研究所 (RRL)、東京天文台(TAO) 及び緯度観測所 (ILOM) がTV同期パルス仲介で協定世界時 (UTC) の比較を開始[120] [117]
  - この年から緯度観測所 (ILOM) が原子時計を運んで電波研究所 (RRL) との時計比較を年1回程度実施[121]
- 1977年（昭和52年）
  - この年から緯度観測所 (ILOM) が原子時計を運んで電波研究所 (RRL) との時計比較を年に2,3回実施、東京天文台 (TAO) が原子時計を運んで緯度観測所 (ILOM) 及び電波研究所 (RRL) との時計比較を年1回実施[122] [106]
- 1978年（昭和53年）
  - この年から東京天文台 (TAO) が原子時計を運んで緯度観測所 (ILOM)、電波研究所 (RRL) 及び計量研究所 (NRLM) との時計比較を年に2,3回実施[123] [106]
- 1980年（昭和55年）
  - 計量研究所 (NRLM) が国際報時局 (BIH) の原子時との比較に加わり[124]、LORAN-C による協定世界時 (UTC) の比較、TV同期パルス仲介による緯度観測所 (ILOM)、電波研究所 (RRL)、東京天文台 (TAO) 及び計量研究所 (NRLM) で UTC の相互比較を開始、また ILOM と RRL はオメガ航法による UTC の比較を開始[125] [119] [106] [117]。
- 1981年（昭和56年）
  - 当時の理科年表では、中央標準時=UT1+9h とされた[115]。

#### GPS衛星を用いた国際的な時刻比較のはじまり
- 1983年（昭和58年）4月
  - 東京天文台でGPS衛星を利用した時刻比較方式の定常運用が開始されたことにより[126] [注 3]、東京天文台の原子時計は欧米の原子時計と一億分の一秒の精度で時計比較が可能となった。これによって、ロランCの電波で東京天文台と時計比較しているアジア諸国の原子時計も[131]、1983年（昭和58年）後半から欧米並の精度となり国際原子時の決定に寄与できることになった[132] [133]。なお、これまでは、極東地域のロランC電波は欧米の機関では遠すぎて精度よく受信することができないため、欧米の原子時計とアジア諸国の原子時計とは精度のよい時計比較ができず（典型的な精度比較で、欧米内で 0.05 マイクロ秒であるのに対し、アジアと欧米の間では、0.2 マイクロ秒）、東京天文台の原子時計はパリの国際報時局（BIH、現IERS）が決めていた国際原子時を形成する平均の母集団に参加できていなかった[134]。
- 1984年（昭和59年）
  - 1月
    - 中央標準時は協定世界時 (UTC) に9時間を加えた（進めた）もの（厳密に言えば、法律に従って東京天文台が現示している中央標準時は、東京天文台で作られる協定世界時（区別して UTC(TAO) と書かれる）に9時間を加えたもの）であるといわれる。この背景には、前年から始まったGPS衛星を利用した時刻比較方式により、東京天文台の原子時計が国際原子時の決定に寄与できるようになったことがある[134]。

  - 2月
    - 電波研究所でも、汎地球測位システム (GPS) 衛星のL1バンド (1575.42 MHz)、C/Aコードを利用した時刻比較受信機を開発、受信開始。これにより、今まで欧米から独立していた日本の原子時計が結合され、初めて国際原子時決定に寄与することとなる[135] [136]。これらのデータは、国際報時局（BIH、現IERS）へ送り始める。また、セシウムビーム一次周波数標準器Cs1 (RRL) の確度評価値を年1-2回不定期に送り国際原子時の較正寄与を開始[75]。
- 1987年（昭和62年）
  - 計量研究所 (NRLM) でGPS衛星を用いた時刻比較の試験を実施[137]
- 1988年（昭和63年）
  - 1月1日
    - 国際報時局 (BIH) が国際地球回転観測事業（IERS、現 国際地球回転・基準系事業）に改組され、国際原子時、協定世界時などの原子時計や周波数に関連する業務が、国際度量衡局に移管される[63]。
    - 地球回転の観測は、原子時計の精度とかけ離れた写真天頂筒 (PZT) から、電波、レーザーを使った高精度の距離観測（VLBI、月レーザー測距・人工衛星レーザー測距・LIDARなど）に移行することになる[138]。

  - 4月8日
    - 郵政省組織令の改正により、郵政省電波研究所 (RRL) が郵政省通信総合研究所 (CRL) と名称変更する[75][139] [140]。

  - 7月1日
    - 国立学校設置法施行令の改正等により、東京大学に附置される研究施設の東京天文台 (TAO) [31]や文部省緯度観測所 (ILOM) 等を統合して、大学共同利用機関の文部省国立天文台 (NAOJ) に改組される[141] [注 4]。

中央標準時の決定及び現示の業務は、原子時関係を三鷹にある位置天文・天体力学研究系の天文保時室が担当、世界時 (UT1) 関係を水沢の地球回転研究系および水沢観測センターが担当[143][144]
  - 当年内
    - 国際度量衡局が用いる時刻比較では、アジア諸国（イスラエルとインドを除く）は国立天文台三鷹 (TAO[注 4]) を経由して、USNO-OP（OP：パリ天文台）、USNO-TAO、CRL-USNO でGPS時刻比較する構成であった[145][注 5]。
- 1989年（昭和64年/平成元年）
  - 計量研究所 (NRLM) と国立天文台水沢 (NAOM) でもGPS衛星を用いた時刻比較を開始した。国際度量衡局が用いる時刻比較では、アジア諸国（イスラエルとインドを除く）とニュージーランドは国立天文台三鷹 (TAO[注 4]) を経由して、TAO-OP、USNO-OP で長距離のGPS時刻比較する構成になる（CRL が開発した2周波GPS受信機を用いて電離層遅延を測定し、同年11月から TAO-OP を補正）[149] [150][注 5]。

#### 国際比較の中心は天文台から研究所へ
- 1992年（平成4年）
  - 4月
    - 国立天文台は、位置天文・天体力学研究系と水沢観測センターの共同事業として新しく国立天文台の天文保時室を編成し直して保時業務にあたることになる[151][152]。

  - 5月20日
    - 新たに計量法が全面改訂され、国の機関が時間の計量単位としての秒を現示する定めはなくなった[153][154]。時間の計量単位の現示に関する指定がない状態が継続する[155]。

  - 当年内
    - 国際原子時 (TAI) の計算に用いる国際的なGPS時刻比較の組織は、大陸規模での地域内の星型の網と2つの長距離比較、OP-NAOT、OP-NIST で構成し、アジア・オセアニア諸国（イスラエル、インド、オーストラリアを除く）の時刻比較は国立天文台三鷹 (NAOT) を経由することになる（OP-NAOT と OP-NIST が選ばれた理由は、パリ天文台 (OP)、国立天文台三鷹 (NAOT) およびアメリカ国立標準技術研究所 (NIST) に於いては計測した電離層遅延を定常利用できるため）[156][157][注 6][注 5]。
    - 韓国標準科学研究院 (KRIS) や台湾の中華電信研究院 (TL) と通信総合研究所 (CRL) が衛星双方向時刻比較の実験を実施した[158][159]
- 1993年（平成5年）
  - OP-NAOT、OP-NIST の長距離時刻比較に国際地球力学事業 (IGS) が約2週間遅れで制作する衛星軌道の精密暦（天体暦）を定常利用[160][157]
- 1994年（平成6年）
  - 国際度量衡局 (BIPM) が組織する国際的なGPS時刻比較のネットワークは、大陸内の地域の星型の網と2つの長距離比較、OP-CRL、OP-NIST で構成し、アジア・オセアニア諸国（イスラエル、インド、オーストラリアを除く）の時刻比較は通信総合研究所 (CRL) を経由することになる（OP-CRL と OP-NIST が選ばれた理由は、これらの3局に於いては計測した電離層遅延を定常利用できるためで、IGS の精密暦もこれら長距離の時刻比較に定常利用する）[161][157][注 5]。
- 1996年（平成8年）
  - 国立天文台が天文保時室の管理業務を三鷹（位置天文・天体力学研究系）から水沢に移転し[162]、三鷹の天文保時室 (NAOT) は廃止した[163] [注 7]。国立天文台三鷹キャンパスのセシウム原子時計の寿命が迫る[165]。
- 1999年（平成11年）7月
  - 国際GPS事業 (IGS) が制作する電離層電子分布データを利用して、OP-CRL、OP-NIST の長距離時刻比較で電離層補正を計算[166][157]
- 2000年（平成12年）5月
  - 国際原子時 (TAI) のすべてのGPS時刻比較で IGS の電離層電子分布データおよび精密暦による補正を開始[167][157]
- 2001年（平成13年）
  - 1月6日
    - 中央省庁再編により総務省設置法、総務省組織令などが施行され、郵政省通信総合研究所から総務省通信総合研究所に組織変更した[75][168]。
    - 文部省国立天文台から文部科学省国立天文台に組織変更した。
    - 通商産業省工業技術院計量研究所から経済産業省産業技術総合研究所計量研究所に組織変更した[169][170]。

  - 4月1日
    - 独立行政法人通信総合研究所設立[75][171]。
    - 独立行政法人産業技術総合研究所の設立に伴い、これに計量研究所 (NRLM) を統合し、その研究と業務は産業技術総合研究所計量標準総合センター (NMIJ) が行うことになる[172][173][174]。

  - 当年内
    - 国際度量衡局 (BIPM) が組織する国際的な時刻比較で、アジア・オセアニア諸国（イスラエル、インドを除く）の時刻比較は通信総合研究所 (CRL) を経由して、PTB-CRL（PTB：ドイツの国立物理工学研究所）、USNO/NPL（NPL：イギリス国立物理学研究所）、NIST/PTB で長距離の時刻比較する構成となる。USNO/NPL、NIST/PTB、NPL/PTB など一部の研究所間で衛星双方向時刻周波数比較 (TWSTFT) を利用、CRL-NIMT（NIMT：タイ国家計量標準機関）でマルチチャネルGPSコモンビュー時刻比較を利用[175][159]。
- 2002年（平成14年）
  - 国際度量衡局 (BIPM) が組織する国際的な時刻比較で、アジア太平洋の時刻比較に TWSTFT を NMIJ/CRL、NTSC/CRL（NTSC：中国の国家授時センター）、TL/CRL の研究所間に導入する[176][159]。
- 2003年（平成15年）
  - 4月1日
    - 国の機関による時間の計量単位としての秒の現示に代わって、時間（秒）の逆数で表される周波数について、経済産業大臣が特定標準器[177]として、国際標準（国際原子時・協定世界時）と比較され確度評価された周波数標準器（原子時計）を指定することになる。特定標準器には通信総合研究所 (CRL) と産業技術総合研究所計量標準総合センター (NMIJ) の周波数標準器が指定された[178]。これにより、時間・周波数の計量単位の国家標準（特定標準器）とトレーサビリティが確立できるようになる[155]。

  - 当年内
    - 国際度量衡局 (BIPM) が組織する国際的な時刻比較で、アジア・オセアニア諸国（イスラエル、インドを除く）の時刻比較は通信総合研究所 (CRL) を経由して、PTB-CRL、USNO/PTB、NIST/PTB で長距離の時刻比較する構成となる。2周波マルチチャネルGPSコモンビュー時刻比較を PTB-CRL、CRL-NMIJ、CRL-TL など一部の研究所間で導入する[179]。

#### インターネットによる標準時の配信
- 1992年（平成4年）
  - 国立天文台に設置されているセシウム原子時計を時刻源とする、協定世界時 (UTC) に同期した時刻を保持するサーバをインターネットに公開する方針で準備が始まる[180]。
- 1994年（平成6年）春
  - 国立天文台の天文保時室で「世界で初めてUTCに同期したセシウム原子時計直結の Strutum 1 サーバー」（NTPサーバー）が本格運用を始める[181]。
- 1995年（平成7年）8月31日
  - 通信総合研究所が、インターネットによる標準時の供給に関し、（株）インターネットイニシアティブと共同研究開始[75]。
- 2001年（平成13年）10月24日
  - 通信総合研究所の日本標準時表示システムを総務省本省ロビーに設置[75]。
- 2004年（平成16年）4月1日
  - 通信総合研究所と通信・放送機構が統合し、独立行政法人情報通信研究機構（NICT）設立[75][182] [183]。
  - 大学共同利用機関法人自然科学研究機構設立。国立天文台がその大学共同利用機関として設置される[30][184][15]。
- 2005年（平成17年）2月8日
  - NICTが日本標準時を利用したNTP本格サービス提供開始[75]。
- 2006年（平成18年）6月12日
  - NICTが世界最高性能のインターネット用時刻同期サーバによる日本標準時の配信開始[75]。

#### 光格子時計による高精度化と神戸副局の設置
- 2006年（平成18年）
  - 2月7日
    - NICTが日本標準時システムを更新し、精度が5倍向上した[75]。
- 2007年（平成19年）
  - 国際度量衡局 (BIPM) が組織する国際的な時刻比較でGPS全視法 (GPS all in view) を採用し、すべての研究所がドイツの国立物理工学研究所 (PTB) と直接の時刻比較する構成となる（NICT/PTB で TWSTFT を導入、2周波マルチチャネルGPS AV時刻比較はバックアップ）[185][186]。
- 2018年（平成30年）
  - 3月15日
    - 世界最高精度の時刻との誤差12億分の1秒以下（0.79ナノ秒）、現行のJJYより一桁高い精度を実現したストロンチウム光格子時計を開発[187]。

  - 6月10日
    - 日本標準時の供給体制の冗長化を目的に分散局として神戸副局を設置[188]。また、おおたかどや山送信所・はがね山送信所の標準電波局用の原子時計も分散局として活用。人工衛星を仲介したデータ合成、相互参照により日本標準時を供給する体制に移行した[188]。

  - 11月末
    - 世界で2例目となるストロンチウム光格子時計を用いたUTC歩度校正の二次周波数標準の認定を受ける[189]。

  - 12月2日 - 12月12日
    - パリ天文台と共にストロンチウム光格子時計を用いたUTC歩度評価を実施。BIPMによって実行される校正値決定に採用される[189]。
- 2021年（令和3年）
  - 6月 - 週1回以上の頻度でストロンチウム光格子時計による標準時の刻み幅の妥当性評価を行う[190]。
  - 8月 - 週1、2回の頻度でストロンチウム光格子時計による継続的な標準時の周波数調整を開始[190]。

## 日本標準時の作成

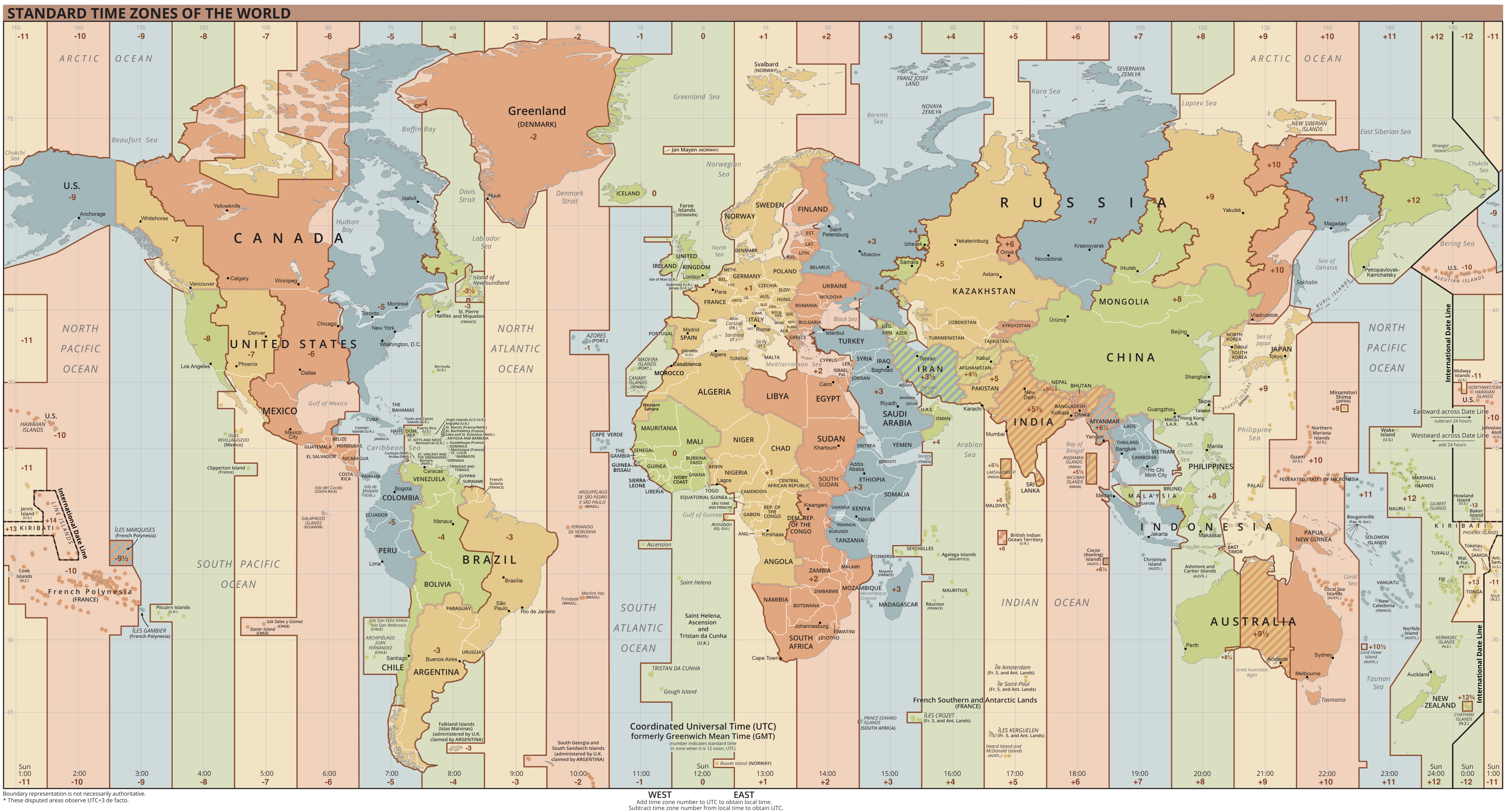
標準時時間帯（2012年11月時点、アメリカCIA制作）

NICTが運用する小金井局の18台のセシウム原子時計および4台の水素メーザー原子時計の時刻を1日1回平均・合成することによって協定世界時（UTC）を生成し、これを9時間進めたものが日本標準時（JST）となる。加えて週1、2回の頻度で、ストロンチウム光格子時計による標準時の周波数調整、後述する分散局（神戸副局、おおたかどや山送信所、はがね山送信所）の原子時計と人工衛星を仲介した較正を行っている。
なお、この協定世界時（UTC）は、国際度量衡局（BIPM）が決定する協定世界時（UTC）との差が±50ナノ秒以上にならないように決定される。このようにして決定された日本標準時（JST）は、標準電波（JJY）やNTPサーバ、電話回線を通じて供給されている。2006年2月7日から、セシウム原子時計に加えて水素メーザー原子時計を使用することなどにより、協定世界時（UTC）との時刻同期精度が±50ナノ秒以内から±10ナノ秒以内に向上した。さらに、セシウム原子時計や水素メーザー原子時計を3系統に分けて相互比較・データ合成を行うことで信頼性の向上ならびに、日本標準時（JJY）の冗長化に寄与している。2021年（令和3年）8月から、週1、2回の頻度で、ストロンチウム光格子時計による標準時の周波数調整を開始した。標準時システムに光格子時計を加えることで、協定世界時（UTC）との時刻同期精度が±20ナノ秒以内から±5ナノ秒以内に向上された、とされる。

### 神戸副局
2018年（平成30年）6月10日から、日本標準時の冗長化を目的に神戸市西区の未来ICT研究所内に分散局として神戸副局を設置した。また、おおたかどや山送信所・はがね山送信所の原子時計も分散局として、人工衛星を仲介した3つの分散局データを合成して日本標準時（JST）をバックアップ供給する体制に移行した。神戸副局にはセシウム原子時計（CS）5台と水素メーザー時計2台及び送信所との高精度衛星時刻比較システムなど日本標準時生成に必要な基本機能を備え、小金井本部と並行して、標準時に準じた常時合成原子時（神戸時系）を生成する。
また本部の供給サービスがダウンした場合に備え、小金井本部同様に日本標準時を供給できるようにするほか、NTPサーバー及び光テレホンJJYシステムのバックアップ、標準電波送信所の周波数調整機能を整備しているという。今後は小金井と神戸両局の相互比較・データ合成を行うことで更に精度向上に寄与するほか、神戸副局からも日本標準時が供給できる体制がとれるようになるという。

## 日本標準時の供給と標準電波
日本標準時 (JST) を国内外に広く供給するために、NICTは標準電波を発信している。この波により送信されている周波数の標準と標準時の信号は、国家標準であるセシウムビーム型原子周波数標準機や、水素メーザ型、実用セシウムビーム型原子時計群を用いたものよりも高い精度に保たれている。なお、標準電波の発信は電離層の影響を受けにくい長波を使用しているため、24時間の周波数比較平均値では 1×10−11 の精度を得られると発表されている。
1999年6月10日に「おおたかどや山標準電波送信所」（福島県田村市都路町 大鷹鳥谷山）が開局した。しかし、九州沖縄方面では受信しにくい現象が起こるなどで日本全国をカバーできなかったため、2001年10月1日には佐賀県佐賀市富士町の羽金山に「はがね山標準電波送信所」を開局し、これにより日本国内の広い範囲で標準電波が受信ができるようになった。
小金井局・神戸副局で作成した日本標準時の情報は、おおたかどや山送信所・はがね山送信所の原子時計の遠隔監視、時間比較により日本標準時供給の精度維持に活用される。
いわゆる電波時計は、この標準電波を受信し、自動で時刻を合わせる時計である。

## NTP
NICTはインターネット経由で時刻同期を可能とするため、NTPサーバによる時刻情報提供サービスを2006年から提供している。NTPサーバのアドレスはntp.nict.jpである。通常はNTPサーバの処理能力の限界を考慮し、原子時計などに直結されたNTPサーバを一般ユーザが直接利用すべきではないとされているが、このサーバはFPGAで構成され、毎秒100万リクエスト以上の処理能力を持ち、日本標準時に直結でありながらユビキタス社会を支える時刻同期インフラを目指し、一般ユーザが直接利用することを前提にしたセキュリティ的にも頑健なシステムである。

## UTCとJSTの換算
下記に示されているUTC+9の値を、JSTへ読み替えれば換算できる。
| UTC+9 | 0     | 1     | 2     | 3     | 4     | 5     | 6     | 7     | 8     | 9 | 10 | 11 | 12 | 13 | 14 | 15 | 16 | 17 | 18 | 19 | 20 | 21 | 22 | 23 |
| ----- | ----- | ----- | ----- | ----- | ----- | ----- | ----- | ----- | ----- | - | -- | -- | -- | -- | -- | -- | -- | -- | -- | -- | -- | -- | -- | -- |
| UTC   | 前 15 | 前 16 | 前 17 | 前 18 | 前 19 | 前 20 | 前 21 | 前 22 | 前 23 | 0 | 1  | 2  | 3  | 4  | 5  | 6  | 7  | 8  | 9  | 10 | 11 | 12 | 13 | 14 |

## IANAのTime Zone Database
IANAのTime Zone Databaseには、日本の標準時が1つ含まれている。
| 国コード | 座標            | 時間帯ID   | 注釈 | 協定世界時との差 | 夏時間 | 備考 |
| -------- | --------------- | ---------- | ---- | ---------------- | ------ | ---- |
| JP       | +353916+1394441 | Asia/Tokyo |      | +09:00           | +09:00 |      |

## 日本標準時を変更する動き
2013年（平成25年）5月22日、猪瀬直樹東京都知事（当時）は、日本標準時を2時間早める（＝UTC+11）提案を産業競争力会議にて出した。東京の金融市場の開始を早めることで東京市場の存在感を高めるのが狙いとされている。政府はこの提案を検討するとした。もっとも、その後十年以上、この提案について具体的に話し合われた様子はない。